# Головач Володимир Михайлович
Володимир Михайлович Головач (нар. 29 листопада, 1963, Первомайськ, Луганська область, Україна) — український державний та політичний діяч, народний депутат України 1-го скликання, керівник малого приватного підприємства «ІРМА-К».

## Біографія
Народився у робітничій родині. Освіта середня.
У 1981—1982 роках — токар механічного цеху шахти імені Менжинського виробничого об'єднання «Первомайськвугілля» Ворошиловградської області.
У 1982—1984 роках — служба в Радянській армії.
Член КПРС з 1984 по 1991 рік.
З 1984 року — машиніст підземного устаткування, гірничий робітник очисного вибою дільниці № 4 шахти імені Менжинського виробничого об'єднання «Первомайськвугілля» Ворошиловградської області. Секретар парткому дільниці, заступник секретаря організації ЛКСМУ шахти.
18.03.1990 року обраний народним депутатом України, 2-й тур, 62,19 % голосів, 5 претендентів. Входив до групи «Центр».
Секретар Комісії ВР України з питань розвитку базових галузей народного господарства.